# El vampiro estelar
El vampiro estelar (título original en inglés: The Shambler from the Stars) es un relato de terror del escritor estadounidense Robert Bloch. Escrito cuando tenía 17 años, fue publicado por primera vez en el número de septiembre de 1935 de Weird Tales y se la dedicó a H. P. Lovecraft, a quien ya conocía y con quien mantuvo siempre una buena relación. Posteriormente, se incluyó en su primer libro, The Opener of the Way (El que abre el camino, 1945), en Tales of the Cthulhu Mythos (1969) y en su colección de 1994 The Early Fears. 

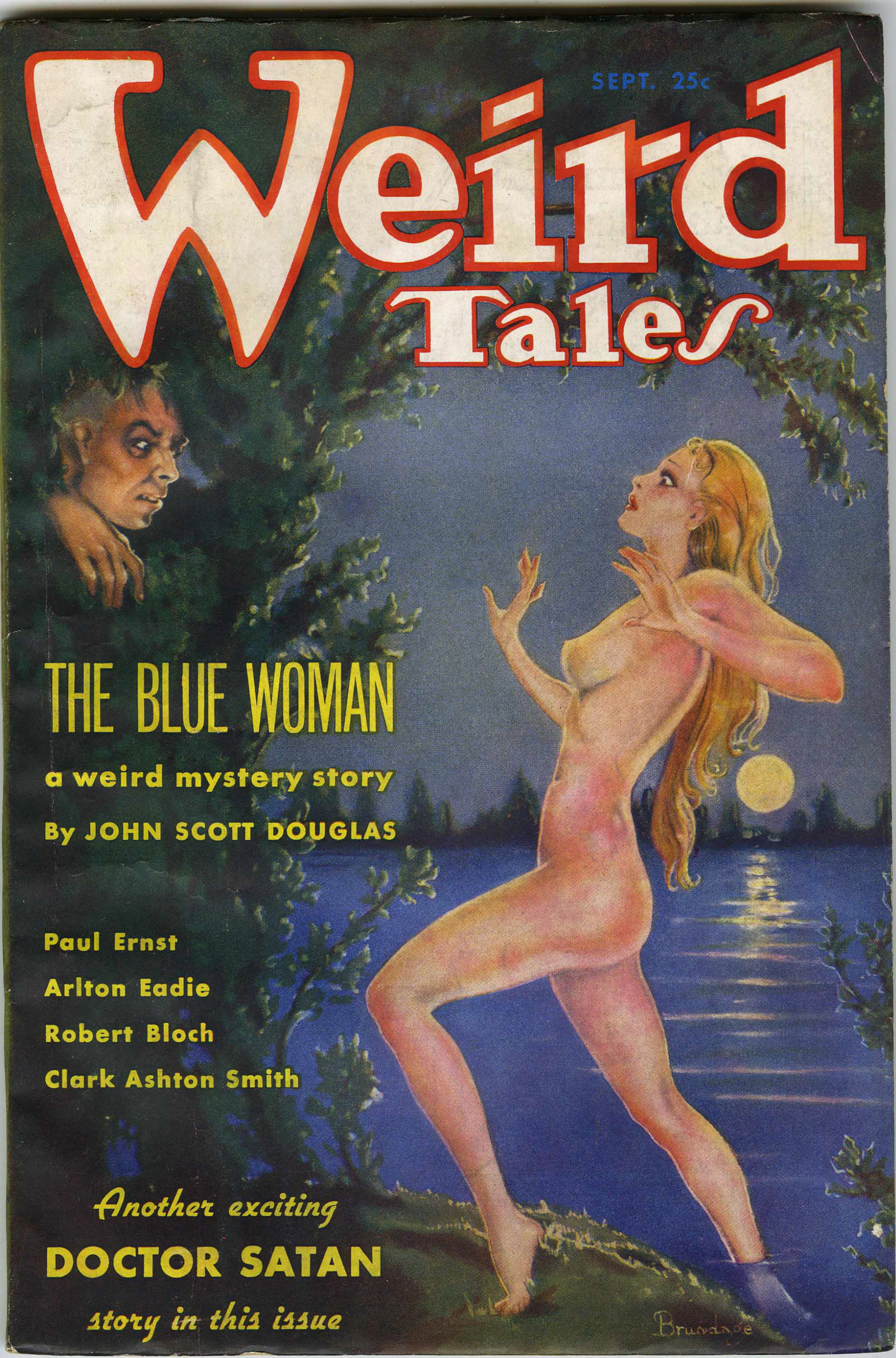
Portada de Weird Tales de septiembre de 1935.

En este relato, perteneciente a los Mitos de Cthulhu, se habla por primera vez del grimorio De Vermis Mysteriis (De los misterios del gusano).

## Bloch y Lovecraft
En esta historia, que Bloch escribió cuando Lovecraft aún vivía, este aparece como un personaje asesinado por un monstruo. Weird Tales exigía a Bloch obtener el permiso de la víctima antes de publicar la historia, cosa que Lovecraft hizo:

"This is to certify that Robert Bloch 
–reincarnation of Ludvig Prinn, author of De vermis mysteriis– is fully authorised to portray, murder, annihilate, disintegrate, transfigure, metamorphose, or otherwise manhandle the undersigned in the tale entitled The Shambler from the Stars".
Traducción
Esta es para certificar que Robert Bloch 
–reencarnación de Ludvig Prinn, autor del De vermis mysteriis– queda plenamente autorizado para retratar, matar, aniquilar, desintegrar, transfigurar, metamorfosear o bien maltratar al abajo firmante en el cuento titulado El vampiro estelar.

En noviembre de 1935, Lovecraft escribió como secuela el relato The Haunter of the Dark (El morador de las tinieblas), publicado también en Weird Tales (diciembre de 1936) y dedicado a Bloch, en el que un joven personaje llamado Robert Blake (que vivía en la dirección real de Bloch) es asesinado por un extraterrestre.
Finalmente, en 1950, Bloch escribió su propia secuela, The Shadow from the Steeple (La sombra desde el campanario).

## Argumento

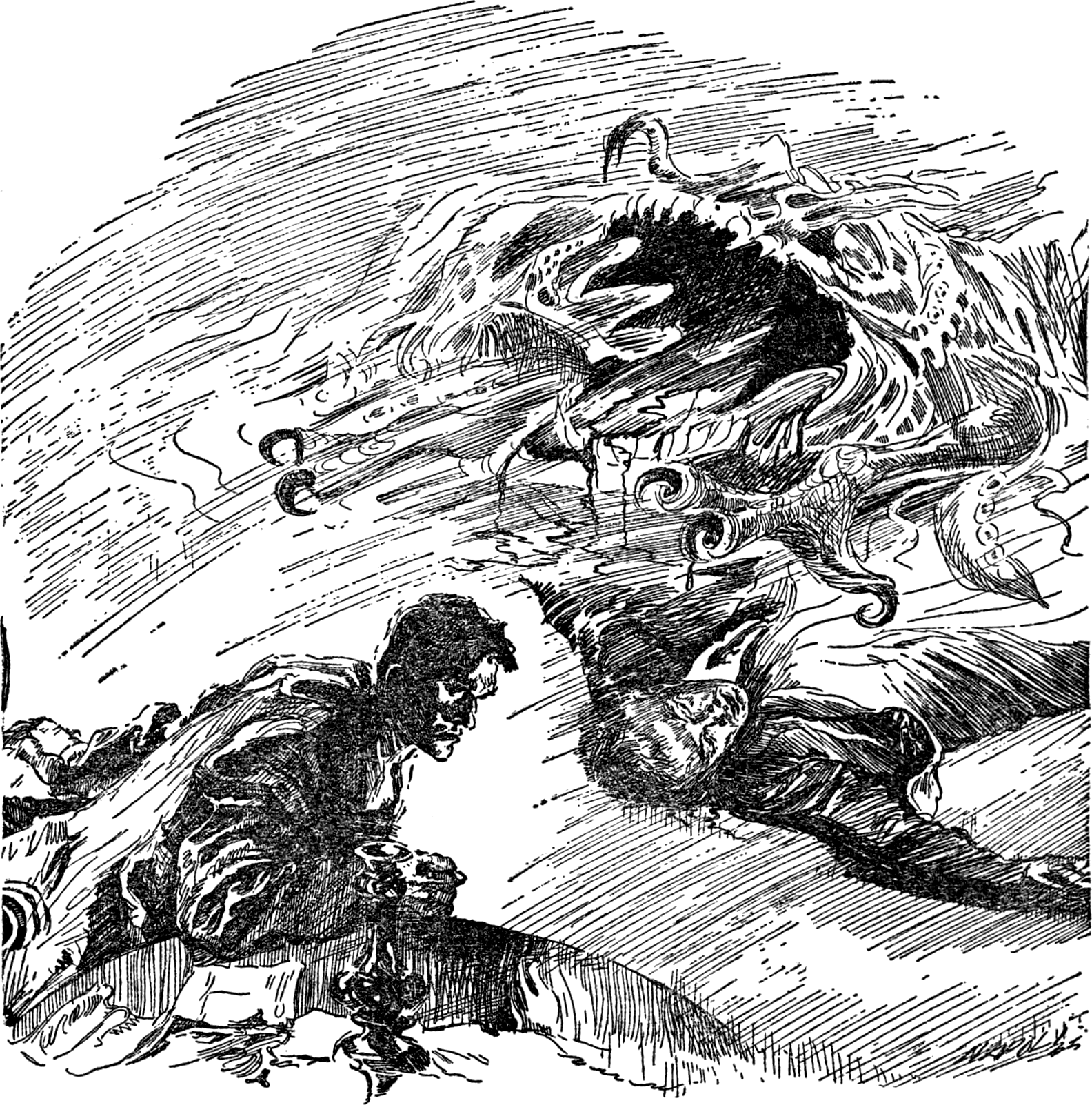
Ilustración de Vincent Napoli en Weird Tales con el texto It was not a sight for sane eyes to see (No era un espectáculo para ojos cuerdos)

Escrito en primera persona, un joven escritor nos cuenta que tras conseguir que por fin le publicaran sus historias de vampiros, licántropos y profanadores de tumbas en algunas revistas especializadas decide escribir una obra oscura más sublime. 
Tras intentar infructuosamente conseguir información manteniendo correspondencia con expertos en el tema, entre ellos, un místico de Nueva Inglaterra, el único que le da alguna información, decide finalmente buscar en librerías.
Un día, encuentra un gran libro negro con tapas de hierro con el título grabado a mano: De Vermis Mysteriis, escrito por Ludvig Prinn, un alquimista, nigromante y mago flamenco de gran reputación, juzgado por brujería y quemado en la hoguera. Fue durante su cautiverio que escribió tal obra que, incomprensiblemente, fue publicada en Colonia un año después de su muerte y aunque el libro fue inmediatamente prohibido, ya se habían vendido algunos ejemplares. 
El texto, escrito en latín, suponía un inconveniente para nuestro personaje, por lo que decide volver a contactar con el místico que, en un principio, había sido el único que le había ayudado en su búsqueda. Este le contesta que le ayudará encantado, y que acuda inmediatamente con el libro a Providence, donde él reside.
Aunque en un principio está ansioso por iniciar la lectura y traducción, enseguida recela del libro, pues lo cree peligroso por contener ciencia maligna de imprevisibles consecuencias para aquel que profane sus secretos.

## Adaptación
En 1972, Marvel Comics publicó una adaptación de la historia como parte de su serie de antología Journey Into Mystery, con texto de Ron Goulart e ilustraciones de Jim Starlin y Tom Palmer.